# Аргумент към авторитета
Аргументът към авторитета, позоваване на авторитет или апел към нелегитимен авторитет (на латински: argumentum ad verecundiam – „аргумент към скромност“) в логиката, реториката и критичната мисъл е вид грешна логическа аргументация в математическата логика, съгласно която някакво твърдение се твърди за вярно заради това, че се потвърждава от авторитетен източник.
Грешка е налице, когато посоченият авторитет в действителност не е легитимен авторитет по обсъждания въпрос; когато не е квалифициран да даде надеждни твърдения за обсъжданото. Този аргумент е важна част от т.нар. неформална логика.

## Етимология
За пръв път аргументът е използван от английския философ Джон Лок в неговия труд „Опит върху човешкия разум“ (Essay Concerning Human Understanding, 1690, кн. IV, ч. XVII). Латинската дума verecundia означава „скромност“, а изразът Argumentum ad verecundiam – буквално „аргумент към скромност“. Лок обяснява донякъде афористично смисъла на употребения термин така: 
| „ | Когато някои хора постигнат високо обществено положение, другите считат за нескромно да омаловажават достойнството им и да полагат на съмнение авторитета им. | “ |